# Vallée d'Alajen
Alajen Vallis
Pour les articles homonymes, voir Alajen.
La vallée d'Alajen (désignation internationale : Alajen Vallis) est une vallée située sur Vénus dans le quadrangle de Carson. Elle a été nommée en référence à Alajen, divinité talysh des cours d'eau.